# Фьодор Фьодоров
Фьодор Дмитриевич Фьодоров (на руски: Фëдор Дмитриевич Фëдоров) е руски офицер, капитан в Българското опълчение, участник в Руско-турската война (1877 – 1878).

## Биография
Фьодор Фьодоров е син на произлязъл от нисшите чинове руски офицер. Цялата си младост прекарва в Оренбургския край. Отличава се с природен ум, такт и склонност към самообразование. В армията достига до унтерофицер в 6-ти Туркестански линеен батальон. Участвува през 1865 г. в последния поход на генерал Михаил Черняев при Джизак (в дн. Узбекистан). През 1866 г. е сред първите щурмували със стълби стените на упорито отбраняващите се Ходжент и Ура-тюбе (дн. Истаравшан в Таджикистан). В завързалия се ръкопашен бой е ранен в главата от боздуган. Впоследствие страда дълго от болки в главата. През 1867 г. е преведен в 1-ви Туркестански стрелкови батальон. С батальона участвува в походите през 1868, 1873, 1875 и 1876 г. При щурма на крепостта Махрам, Фьодоров е вече щабскапитан и командир на рота. С ротата си приближава крепостната врата и я разбива. Пленява 30 вражески оръдия, като избива защитниците им. За проявената смелост е награден с орден „Св. Георги“. Награждаван е още с ордените „Св. Владимир“ IV степен, „Св. Станислав“ II и III степен и „Св. Анна“ III степен – всичките за храброст. Притежава също отличията на Военния орден III и IV степен (войнишки Георгиевски кръстове). При щурма на Андижан на 8 януари 1876 г. Фьодоров отново се отличава и е повишен в чин капитан. В края на годината, когато е изпратен като куриер в Петербург, е удостоен с вниманието на височайши особи. Поставен е въпрос за преминаването му в гвардията. При избухването на Руско-турската война (1877 – 1878) Фьодоров заедно с други офицери от 1-ви Туркестански стрелкови батальон постъпва в редовете на Българското опълчение.

## Смърт
С опълчението участвува в Предния отряд на генерал Йосиф Гурко като командир на 1-ва рота от 3-та дружина. На 19/31 юли 1877 г. в битката при Стара Загора около 12 часа Фьодоров е тежко ранен в гърдите. Опитите да бъде изнесен все още жив от бойното поле, пропадат. Поручик Живарьов се притичва и го носи на гръб известно време, но е ранен в крака. Полага го на земята, като в тялото му са се забили още куршуми. Всеки, опитал се да помогне, пада убит. Някой довежда кон, но и конят пада, ранен в крака. Капитан Фьодоров остава на бойното поле сред труповете на своите другари и тези на врага.

## Семейство
- баща Дмитрий Андреевич Федоров
- майка Мария Осиповна Федорова
- сестра Anna Jantzin
- сестра Ольга Дмитриевна Ионова [4]